# Calliope pectoralis
Calliope pectoralis é uma espécie de ave da família Muscicapidae.
Pode ser encontrada nos seguintes países: Afeganistão, Bangladesh, Butão, China, Índia, Cazaquistão, Myanmar, Nepal, Paquistão, Rússia, Tadjiquistão, Tailândia, Turquemenistão e Uzbequistão.
Os seus habitats naturais são: florestas temperadas.